# Grandidierina
Grandidierina is een geslacht van hagedissen uit de familie skinken (Scincidae).

## Naam en indeling
De wetenschappelijke naam van de groep werd voor het eerst voorgesteld door Mocquard in 1894. De wetenschappelijke geslachtsnaam Grandidierina is een eerbetoon aan de Franse natuuronderzoeker Alfred Grandidier (1836 – 1921).
De verschillende soorten werden eerder tot de geslachten Acontias en Voeltzkowia gerekend.

## Verspreiding en habitat
Alle soorten komen endemisch voor op het ten oosten van Afrika gelegen eiland Madagaskar. De verschillende soorten komen voor in uiteenlopende delen van het zuiden van het eiland. De habitat bestaat uit drogere gebieden met een zanderige bodem. De skinken zijn bodembewoners die veel graven. Ze worden ook wel gevonden onder stenen en stukken hout.
Door de internationale natuurbeschermingsorganisatie IUCN is aan twee soorten een beschermingsstatus toegewezen. Grandidierina lineata wordt beschouwd als 'veilig' (Least Concern of LC) en Grandidierina petiti staat te boek als 'gevoelig' (Near Threatened of NT).

## Soorten
Het geslacht omvat de volgende soorten, met de auteur en het verspreidingsgebied.
| Naam                       | Auteur           | Verspreidingsgebied in Madagaskar |
| -------------------------- | ---------------- | --------------------------------- |
| Grandidierina fierinensis  | Grandidier, 1869 |                                   |
| Grandidierina lineata      | Mocquard, 1901   |                                   |
| Grandidierina petiti       | Angel, 1924      |                                   |
| Grandidierina rubrocaudata | Grandidier, 1869 |                                   |